# В той области небес…
«В той области небес…» — двухсерийный художественный фильм по мотивам повести Бориса Васильева «Кажется, со мной пойдут в разведку». Жанр — романтическая приключенческая драма для юношества.

## Сюжет
Генка — вчерашний московский школьник. Насмотревшись американских боевиков, он жаждет приключений и возможности испытать себя в настоящем мужском деле. Его воображение будоражат то видения кумиров кино Шварценеггера и Сталлоне, лихо мчащихся по московским улицам, то звёздных гуманоидов, предлагающих покинуть Землю и доверительно принимающих исповеди тоскующей Генкиной души. Юноша уезжает из Москвы и становится испытателем вездехода. В результате аварии вездехода гибнет один из членов бригады, где работает юный герой фильма.

## В ролях
- Николай Романов — Генка Крутиков
- Александр Песков — Славка
- Игорь Черницкий — Фёдор
- Валерий Легин — Степан Смеляков
- Евгений Кленчищев — Юрка
- Владимир Меньшов — Юлий Борисович Лихоман
- Лариса Гузеева — Владлена (роль озвучивала Валентина Талызина)
- Юлия Меньшова — Аня
- Светлана Крючкова — Настя
- Юрий Черницкий — Колычев
- Юрий Мажуга — Георгий Адамович
- Михаил Пахомов — Ананьич
- Анатолий Ведёнкин — Виталий Павлович
- Наталья Рожкова — Галя
- Галина Мороз — Лена
- Гиви Тохадзе — заместитель генерального конструктора
- Игорь Бондарчук — Шварценеггер
- Андрей Сторожик — Сталлоне
- Георгий Саакян — Сталин
- Фарит Мязитов — Горбачёв
- Александр Скороход — Ельцин

## Съёмочная группа
- Автор сценария: Игорь Черницкий
- Режиссёр: Игорь Черницкий
- Операторы: Александр Шигаев, Александр Москаленко
- Художник: Инна Быченкова
- Композитор: Юрий Репников

## Факты
- В фильме звучат песни Юрия Репникова на стихи Игоря Шкляревского в исполнении композитора фильма и исполнителя главной роли. Николай Романов исполняет ещё и свою песню на стихи Сергея Есенина «До свиданья, друг мой, до свиданья…»
- Повесть Бориса Васильева и её экранизация совпадают почти полностью, за исключением финала. В конце фильма Фёдор, один из главных персонажей, погибает в результате травмы из-за аварии вездехода — скорее всего, от обширной кровопотери, — ещё задолго до приезда «Скорой помощи». В книге этот персонаж остаётся в живых, но попадает в больницу, где ему ампутируют руку. Также нужно отметить, что являвшиеся Генке видения в образе гуманоидов и киногероев в книге отсутствуют.
- В производство фильма вложил средства Волгоградский тракторный завод[1].

## Критика
Как отмечали критики, актёру Юрию Черницкому (Колычев) «удалось воплотить образ представителя целого поколения людей конца 80-90-х годов, ещё полных сил, но скучающих от жизни, потерявших вкус к ней, энергию и нравственные ориентиры», при этом, по свидетельству режиссёра (и брата актёра), сам Юрий Черницкий после просмотра фильма, грустно улыбаясь, говорил: «Какой же я мерзкий получился. Дай ты мне положительную роль».

### Призы
- Приз зрительских симпатий на Международном кинофестивале «Золотой Витязь» исполнителю главной роли Николаю Романову. Тирасполь, 1994 год.
- Приз зрительских симпатий на Всероссийском кинофестивале «Литература и кино» исполнителю главной роли Николаю Романову. Гатчина, 1995 г.
- Главный Приз за лучшую мужскую роль на Международном кинофестивале «Белый аист» исполнителю главной роли Николаю Романову. Тирасполь, 1995 г.
- Приз за лучшую женскую роль Светлане Крючковой на Международном кинофестивале «Белый аист». Тирасполь, 1995 год.
- Специальный Приз Игорю Черницкому за удачное совмещение профессии кинорежиссёра и киноактёра. Международный кинофестиваль «Белый аист». Тирасполь, 1995 год.